# Лудрефен
Лудрефе́н (фр. Loudrefing) — коммуна во французском департаменте Мозель региона Лотарингия. Относится к  кантону Альбестроф.

## Географическое положение
Лудрефен расположен в 60 км к юго-востоку от Меца. Соседние коммуны: Лор и Энсвиллер на севере, Митершем на востоке, Рорбаш-ле-Дьёз на юго-западе, Каттен на западе, Лостроф на северо-западе.

## История
- Деревня бывшего герцогства Лотарингия, принадлежала баронату Бидестроф,  сеньорату Фенетранж и приорату Дьёз.

## Демография
По переписи 2007 года в коммуне проживало 294 человека.	

## Достопримечательности
- Жилые дома XVI века.
- Церковь Сен-Леже XVIII века, реставрирована после 1950 года.